# Bruinsmia polysperma
Bruinsmia polysperma är en storaxväxtart som först beskrevs av Charles Baron Clarke, och fick sitt nu gällande namn av Cornelis Gijsbert Gerrit Jan van Steenis. Bruinsmia polysperma ingår i släktet Bruinsmia och familjen storaxväxter. Inga underarter finns listade i Catalogue of Life.